# 志戸部
志戸部（しとべ）は岡山県津山市にある地名。郵便番号は708-0825。

## 地理
東苫田地区の南東に位置する。北は勝部、西は沼、南は林田、東は野介代に接する。

### 河川
- 後川

## 歴史

### 沿革
- 1889年6月1日 - 町村制施行に伴い、東南条郡志戸部村が大田村、勝部村、沼村、籾保村と合併し、東苫田村となる。志戸部村は大字志戸部となり、役場が置かれる。
- 1900年4月1日 - 東南条郡が東北条郡、西西条郡、西北条郡と合併し、苫田郡となる。
- 1941年2月11日 -苫田郡東苫田村が久米郡佐良山村とともに津山市へ編入される。

## 世帯数と人口
2021年（令和3年）1月1日現在の世帯数と人口は以下の通りである。
| 町丁   | 世帯数  | 人口    |
| ------ | ------- | ------- |
| 志戸部 | 801世帯 | 1,859人 |

## 小・中学校の学区
市立小・中学校に通う場合、学区は以下の通りとなる。
| 番地 | 小学校             | 中学校             |
| ---- | ------------------ | ------------------ |
| 全域 | 津山市立鶴山小学校 | 津山市立中道中学校 |

## 交通

### 道路
- 岡山県道394号大篠津山停車場線

## 施設
- 志戸部簡易郵便局
- ほっかほっか亭志戸部店
- 海鮮活いき寿司志戸部店
- 津山市立鶴山小学校
- 津山陸上競技場

※マルイ志戸部店、ザグザグ志戸部店は住所上は林田にあるが、志戸部との境界付近に存在している。また、沼にも同様に住所上は沼にもかかわらず志戸部店を名乗る店が境界付近にいくつか見られる。